# Championnat de Chypre de football 1965-1966
Navigation
Saison précédente Saison suivante
La saison 1965-1966 du Championnat de Chypre de football était la 28e édition officielle du championnat de première division à Chypre. Les onze meilleurs clubs du pays se retrouvent au sein d'une poule unique, la Cypriot First Division, où ils s'affrontent 2 fois, à domicile et à l'extérieur.
C'est le club de l'Omonia Nicosie qui remporte le 2e titre de son histoire après avoir fini en tête du championnat. Le titre a été très disputé puisque l'Olympiakos Nicosie termine 2e à 1 point et le Nea Salamina se classe 3e à 2 points de l'Omonia. Le tenant du titre, l'APOEL Nicosie, ne termine qu'à la 7e place, à 13 points du nouveau champion.

## Les 11 clubs participants
| - APOEL Nicosie - AEL Limassol - Olympiakos Nicosie - Omonia Nicosie - Aris Limassol - EPA Larnaca | - Alki Larnaca - Pezoporikos Larnaca - Anorthosis Famagouste - Nea Salamina - Apollon Limassol |

## Compétition

### Classement
Le barème utilisé pour établir le classement est le suivant :
- Victoire : 2 points
- Match nul : 1 point
- Défaite : 0 point

| Rang | Équipe                | Pts | J  | G  | N | P  | Bp | Bc | Diff |
| ---- | --------------------- | --- | -- | -- | - | -- | -- | -- | ---- |
| 1    | Omonia Nicosie        | 30  | 20 | 13 | 4 | 3  | 42 | 23 | +19  |
| 2    | Olympiakos Nicosie    | 29  | 20 | 14 | 1 | 5  | 60 | 30 | +30  |
| 3    | Nea Salamina          | 28  | 20 | 12 | 4 | 4  | 39 | 21 | +18  |
| 4    | Anorthosis Famagouste | 23  | 20 | 8  | 7 | 5  | 41 | 31 | +10  |
| 5    | Pezoporikos Larnaca   | 20  | 20 | 6  | 8 | 6  | 39 | 34 | +5   |
| 6    | Apollon Limassol C    | 18  | 20 | 7  | 4 | 9  | 25 | 32 | -7   |
| 7    | APOEL Nicosie T       | 17  | 20 | 7  | 3 | 10 | 43 | 29 | +14  |
| 8    | AEL Limassol -1       | 17  | 20 | 8  | 2 | 10 | 37 | 45 | -8   |
| 9    | Alki Larnaca          | 17  | 20 | 6  | 5 | 9  | 27 | 39 | -12  |
| 10   | EPA Larnaca           | 15  | 20 | 6  | 3 | 11 | 20 | 33 | -13  |
| 11   | Aris Limassol         | 5   | 20 | 2  | 1 | 17 | 17 | 73 | -56  |

|  | Qualification pour la Coupe des clubs champions 1966-1967                              |
|  | Qualification pour la Coupe des Coupes 1966-1967                                       |
|  | Relégation directe en deuxième division                                                |
|  | T : Tenant du titre C : Vainqueur de la Coupe de Chypre P : Promu de deuxième division |

- L'AEL Limassol reçoit une pénalité d'un point pour une raison indéterminée.

## Bilan de la saison
| Championnat de Chypre de football 1965-1966 |                           |
| Champion                                    | Omonia Nicosie (2e titre) |
| Coupes et trophées                          |                           |
| Vainqueur de la Coupe de Chypre 1965-1966   | Apollon Limassol          |
| Vainqueur de la Supercoupe de Chypre        | Omonia Nicosie            |
| Qualifications continentales                |                           |
| Coupe des clubs champions 1966-1967         | Omonia Nicosie            |
| Coupe des Coupes 1966-1967                  | Apollon Limassol          |
| Promotions et relégations                   |                           |
| Promus en Cypriot First Division            | AE Paphos                 |
| Relégués en Cypriot Second Division         | Aucun                     |